# Susanne Möller
Susanne Kristina Möller, född 3 maj 1980 i Älmhult, är en svensk programledare och tidningsskribent. Hon har varit programledare för TV-programmen Kontroll i Sveriges Television och Extraliv i TV4 och skrev sedermera dator- och TV-spelsrecensioner i dagstidningen DN med en blogg om dator- och TV-spel på Dagens Nyheters webbplats.
Möller var återkommande paneldeltagare i P3 Spel och är en återkommande deltagare i podden Speljuntan.